# James Mitchell (écrivain)
Pour les articles homonymes, voir James Mitchell et Mitchell.
James Mitchell, né le 12 mars 1926 à South Shields et mort le 15 septembre 2002 à Newcastle upon Tyne dans la région de l’Angleterre du Nord-Est, est un écrivain et un scénariste anglais de roman policier. Il est principalement connu pour être le créateur des séries britanniques Callan (TV series) (en) et When the Boat Comes In (en).

## Biographie
Il suit les cours de l’Université d'Oxford dont il sort diplômé en 1949. Il travaille comme figurant, agent de voyage et assistant d’anglais dans un collège à South Shields. Il publie un premier roman en 1957 et devient scénariste pour la télévision anglaise en 1959, métier qu’il ne quittera plus jusqu’à la fin de sa carrière.
Comme écrivain, il signe plus d’une trentaine de romans, principalement dans le genre du roman policier et du roman d'espionnage. Parmi ses faits d’armes, la création de l’agent secret Callan qu’il mettra en scène de nombreuses fois pour la télévision et le cinéma. Son unique traduction française porte d’ailleurs sur une aventure de ce personnage. Dans Russian Roulette, publié au sein de la collection Super noire en 1976 sous le titre La Java des truqueurs, Callan, affaibli et malade, apprend par ses supérieurs qu’il va être échangé contre un agent en bonne santé emprisonné en Russie et livré de ce fait aux mains du KGB. Callan se rebelle, s’échappe et entreprend une vengeance contre ces ex-employeurs.
Mitchell utilise également deux pseudonymes au cours de sa carrière littéraire. Sous le pseudonyme de Patrick O. McGuire, il signe deux thrillers. Sous le pseudonyme de James Munro, il signe quatre romans ayant pour héros l’agent britannique John Craig. Il adapte sous son nom pour le cinéma le roman Innocent Bystanders qui devient, en 1972, Nid d'espions à Istanbul (en), film réalisé par Peter Collinson, avec Stanley Baker dans le rôle-titre.
Outre le film Nid d'espions à Istanbul (en), il signe pour le cinéma deux autres scénarios : en 1970, La Dernière Grenade (The Last Grenade) de Gordon Flemyng, d’après un roman de John Sherlock, et en 1974, Callan (en) de Don Sharp, d’après son roman A Magnum for Schneider. C'est Edward Woodward qui interprète le personnage principal.
Comme scénariste pour la télévision, il collabore et écrit pour de nombreuses séries, telles que Z-Cars, Chapeau melon et bottes de cuir, Goodbye Darling, Spyship, This Man Craig (en), The Troubleshooters (en), Anzacs, Justice (1971 TV series) (en). Il est le créateur des séries When the Boat Comes In (en) et Callan (TV series) (en). Il adapte également deux romans sous le format téléfilm : Wet Job, d’après son roman Smear Job, et Confessional, d’après le roman éponyme de Jack Higgins.
James Mitchell décède en 2002 à l’âge de 76 ans.

## Œuvre

### Romans

#### SérieCallan
- A Magnum for Schneider ou A Red File for Callan (1969)
- Russian Roulette (1973) Publié en français sous le titre La Java des truqueurs, Paris, Gallimard, Super noire no 50, 1976.
- Death and Bright Water (1974)
- Smear Job (1975)
- Bonfire Night (2002)

#### SérieWhen the Boat Comes In
- When the Boat Comes In (1976)
- When the Boat Comes In: The Hungry Years (1976)
- When the Boat Comes In: Upwards and Onwards (1977)

#### Autres romans
- Here's a Villain! ou The Lady is Waiting (1957)
- A Way Back ou The Way Back (1959)
- Steady, Boys, Steady (1960)
- Among Arabian Sands (1963)
- Ilion Like a Mist ou Venus in Plastic (1969)
- The Winners (1970)
- The Evil Ones (1982)
- Sometimes You Could Die (1985)
- Dead Ernest (1986)
- KGB Kill (1987)
- Dying Day (1988)
- A Woman to Be Loved (1990)
- An Impossible Woman (1992)
- Leading Lady (1993)
- So Far from Home (1995)
- Indian Summer (1996)
- Dance for Joy (1997)

#### Sous le pseudonyme de Patrick O. McGuire
- A Time for Murder (1955)
- Fiesta for Murder (1962)

#### Sous le pseudonyme de James Munro
- The Man Who Sold Death (1964)
- Die Rich, Die Happy (1965)
- The Money That Money Can't Buy (1967)
- The Innocent Bystanders (1969)

## Filmographie

### Comme scénariste

#### Au cinéma
- 1970 : La Dernière Grenade (The Last grenade), film britannique réalisé par Gordon Flemyng, avec Stanley Baker et Richard Attenborough.
- 1972 : Nid d'espions à Istanbul (en) (Innocent Bystanders), film britannique réalisé par Peter Collinson, d’après le roman éponyme de l’auteur, avec Stanley Baker.
- 1974 : Callan (en), film britannique réalisé par Don Sharp d’après le roman A Magnum for Schneider de l’auteur, avec Edward Woodward.

### À la télévision

#### Téléfilms
- 1981 : Wet Job, téléfilm britannique de Shaun O'Riordan, d’après le roman Smear Job, avec Edward Woodward.
- 1989 : Confessional, téléfilm britannique de Gordon Flemyng, d’après le roman éponyme de Jack Higgins.

#### Séries télévisées
James Mitchell a écrit pour et a collaboré à de nombreuses séries tels que :
- Callan (TV series) (en)
- Z-Cars ;
- Chapeau melon et bottes de cuir ;
- This Man Craig (en) ;
- The Troubleshooters (en) ;
- Anzacs ;
- Justice (1971 TV series) (en) ;
- When the Boat Comes In (en) ;

## Sources
- Claude Mesplède (dir.), Dictionnaire des littératures policières, vol. 2 : J - Z, Nantes, Joseph K, coll. « Temps noir », 2007, 1086 p. (ISBN 978-2-910-68645-1, OCLC 315873361), p. 368.
- Claude Mesplède et Jean-Jacques Schleret (Éd. rév. de: SN, voyage au bout de la Noire), Les auteurs de la Série noire, 1945-1995, Nantes, Joseph K, coll. « Temps noir », 1996, 627 p. (ISBN 978-2-910-68611-6, OCLC 300207570), p. 342.